# Cantone di Croix
Il Cantone di Croix è una divisione amministrativa dell'Arrondissement di Lilla.
È stato costituito a seguito della riforma approvata con decreto del 17 febbraio 2014, che ha avuto attuazione dopo le elezioni dipartimentali del 2015.

## Composizione
Comprende i 5 comuni di:
- Croix
- Hem
- Lannoy
- Lys-lez-Lannoy
- Wasquehal